# وقعت على عريضة
وقعت على عريضة هو فيلم فلسطيني وثائقي قصير مدته 11 دقيقة من إخراج مهدي فليفل، أنتج عام 2018. يتناول الفيلم قضية سياسية مهمة من تجربة المخرج الشخصية، ألا وهي قضية التضامن مع الفلسطينيين من خلال توقيع عريضة تطالب بمقاطعة إسرائيل ثقافياً. حصل هذا الفيلم على جائزة أفضل فيلم وثائقي قصير في مهرجان الفيلم الوثائقي الدولي في أمستردام، وتم ترشيحه لجائزة الأفلام الأوروبية لعام 2018.

## أحداث الفيلم
تدور أحداث الفيلم حول مكالمة هاتفية بين المخرج وصديقه بعد توقيعه على عريضة تطالب بمقاطعة إسرائيل ثقافياً، هذه العريضة تتعلق بحركة المقاطعة وسحب الاستثمارات وفرض العقوبات(BDS)، إذ يكشف هذا الحوار الضغوط النفسية والمجتمعية التي يواجهها الأفراد عند اتخاذ مواقف سياسية. فمن خلال المكالمة عبر فليفل عن مشاعره المتضاربة والتوتر حول تداعيات هذا الفعل على حياته المهنية والشخصية.
ويقدم الفيلم رؤية عميقة حول الصراع الفلسطيني الإسرائيلي، ويطرح تساؤلات حول معنى التضامن والتأثير الفعلي له على الصعيدين الشخصي والسياسي، والتوتر الداخلي والخارجي الذي يشعر به الأفراد الذين يدعمون قضايا العدالة، ويناقش مدى فعالية هذه الحركة في إحداث تغيير حقيقي، ومن جهة أخرى المخاطر المترتبة على هذه الحركة. بذلك ينتهي الفيلم بالتأكيد على التعقيدات النفسية و الاجتماعية لاتخاذ مواقف سياسية إذ يتعين على الكثيرين الموازنة بين قناعاتهم الشخصية والخوف من العواقب.